# 司馬綽
司马绰（?—?），西晋宗室，司马芳曾孙，司马懿三弟司马孚之孙，下邳献王司马晃之子。
司马晃在曹魏为西安县男，泰始元年（265年）十二月进封下邳王，元康六年（296年）正月去世。他的两个儿子：司马裒、司马绰。司马裒早卒，司马绰身患重病，别封良城县王，以太原王司马辅第三子司馬韡为司马晃之嗣。永嘉五年（311年）四月，司马绰可能与东海世子司马毗及宗室四十七王一起被石勒俘虏。
| 前任： 初封 | 晋朝良城王 ？ | 繼任： 国除 |